# Rainer Heinrich Maria Roth
Rainer Heinrich Maria Roth (* 21. Oktober 1932; † 5. Februar 1999) war ein deutscher Meteorologe und Klimaforscher, Professor für Meteorologie an der Universität Hannover.

## Leben
Er war der Sohn des Chemieingenieurs Jakob Franz Roth.
Rainer Roth studierte ab 1955 an der Universität München Meteorologie und legte 1959 dort seine Diplomprüfung ab. Die Promotion zum Dr. rer. nat. erfolgte 1964 ebenfalls an der Universität München. Im Jahr 1972 erhielt er einen Ruf an die Universität Frankfurt für Theoretische Meteorologie. 1975 erhielt er einen Ruf an die Universität Hannover für Meteorologie. Dort emeritierte er zum Ende des Wintersemesters 1998.

## Werk
Rainer Roth war von 1987 bis 1989 Vorsitzender der Deutschen Meteorologische Gesellschaft, von 1993 bis 1996 Vorsitzender des Wissenschaftlichen Beirates des Deutschen Wetterdienstes, von 1993 bis 1998 Vorsitzender des Wissenschaftlichen Beirates des Leibniz-Instituts für Troposphärenforschung in Leipzig.
Roths wissenschaftliches Interesse galt u. a. der Klimaforschung und der Antarktisforschung. Er war federführend bei der Entwicklung des hubschraubergetragenen Messsystems „Helipod“.